# チベットスナギツネ
チベットスナギツネ（Vulpes ferrilata）は、哺乳綱ネコ目（食肉目）イヌ科キツネ属に属する動物。

## 分布
チベット、インド（ジャンムー・カシミール州のラダック北部）、中華人民共和国（雲南省北部、甘粛省南西部、四川省西部、青海省西部、新疆ウイグル自治区南東部、チベット自治区）、ネパール
模式標本の産地（模式産地）はラサ（チベット自治区）。

## 形態
体長57.5 - 70センチメートル。尾長21 - 33センチメートル。体重3 - 4キログラム。全身はやや短く柔らかい体毛で被われる。足裏も体毛で被われる。背面の体色は黄褐色、体側面や大腿部は銀色。頭部は灰色がかる。上唇、頤から喉、前胸、腹部、四肢の先端は白い。尾は短く、暗灰色で先端が白い。
鼻面は長い。犬歯は細長く2.5センチメートルに達し、口を閉じた状態でも先端が下顎骨の下線を超える。耳介は小型で4.6 - 7センチメートル。

## 生態
標高2,500 - 5,200メートルにある荒地の斜面、草原、ステップなどに生息する。ペアで生活する。岩の下や石の隙間などを巣穴にし、巣穴には入口が1 - 12個ある。夏季に最大54の巣穴を使用した例もある。
食性は雑食で、主に小型哺乳類（ナキウサギ、キヌゲネズミ属Cricetulus、コウザンネズミ属Alticola、マツネズミ属Pitymysなど）を食べるが、チベットノウサギLepus oiostolus、ヒマラヤマーモットMarmota himalayana、鳥類（ハマヒバリ属Eremophila、ヤマウズラ属Perdixなど）、動物の死骸（シベリアジャコウジカMoschus moschiferus、チルー、バーラルPseudois nayaur、ウシなど）、果実なども食べる。単独で採食を行うが、ペアで狩りをすることもある。
繁殖形態は胎生。繁殖期は2月下旬から3月上旬。妊娠期間は50 - 60日。4月下旬から5月上旬にかけて2 - 5匹の幼獣を産む。寿命は8-10年と推定されているが、自然的な要因や狩猟圧によって実質的には約5年と考えられている。。

## 人間との関係
チベットやネパールでは毛皮が帽子などに利用されることもあるが、毛皮が粗いため商業的価値は低く狩猟は一般的ではない。
チベットでは獲物であるナキウサギが毒によって駆除されており、獲物の減少や中毒による生息数の減少が懸念されている。
2006年、イギリスのBBCがチベットスナギツネの撮影に成功した。
日本では、2010年に放送された日本のNHKの特集番組『珍獣：チベットスナギツネ』を通じてその存在が知られるようになった。また、2015年に放映されたカルピスのコマーシャルに登場、またコミックスマートが運営するウェブコミック配信サイト『GANMA!』で連載された「わがいほは」で主人公の生霊が乗り移ったのがチベットスナギツネのぬいぐるみであったほか、さらに2018年に放映されたアニメ「鬼灯の冷徹」第2期25話にもチベットスナギツネが登場している。